# Stoner Witch
Stoner Witch (рус. Укуренная ведьма) — седьмой студийный альбом американской сладж-метал группы Melvins, выпущенный 18 октября 1994 года на лейбле Atlantic Records. В 2016 году альбом был переиздан на лейбле Third Man Records.
Альбом входит в Зал Славы журнала Decibel. В списке «20 лучших гранж-альбомов на все времена» журнала Spin Stoner Witch занял 9 место.
Обозреватель Rolling Stone отмечает, что группа будто бы не определилась с направлением своего развития, после издания Houdini, лучшего метал-альбома десятилетия. В то же время, говорится, что звучание группы стало гораздо более искусным, чем просто «монохромная, медленная, размалывающая сила».

### Видеоклипы
В 1994 году были выпущены клипы на песни «Queen» и «Revolve».

## Список композиций
| №                   | Название              | Длительность |
| ------------------- | --------------------- | ------------ |
| 1.                  | «Skweetis»            | 1:12         |
| 2.                  | «Queen»               | 3:06         |
| 3.                  | «Sweet Willy Rollbar» | 1:28         |
| 4.                  | «Revolve»             | 4:44         |
| 5.                  | «Goose Freight Train» | 4:38         |
| 6.                  | «Roadbull»            | 3:25         |
| 7.                  | «At the Stake»        | 7:56         |
| 8.                  | «Magic Pig Detective» | 5:33         |
| 9.                  | «Shevil»              | 6:29         |
| 10.                 | «June Bug»            | 2:01         |
| 11.                 | «Lividity»            | 9:15         |
| Общая длительность: | Общая длительность:   | 49:47        |

## Участники записи
Melvins
- Базз Осборн — вокал, гитара, бас-гитара
- Марк Дьютром — бэк-вокал, гитара бас-гитара
- Дейл Кровер — бэк-вокал, гитара, барабаны

### Приглашённые музыканты
- Пол Дикарли — синтезатор Moog

### Прочие
- Джо Барреси — звукорежиссура
- Гитус Гуидо Саус Агуто — звукорежиссура
- Майк Элвис Смит — звукорежиссура
- Скотт Хамфри — звукорежиссура
- Пол Дикарли — цифровая обработка
- Маки Осборн — дизайн обложки альбома
- Аннализа — фото группы